# Tarnkappenflugzeug

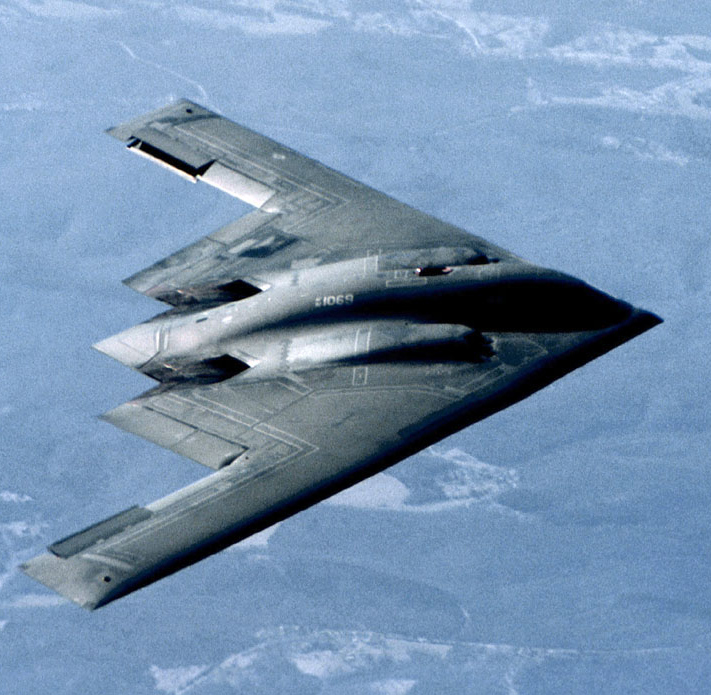
Tarnkappenbomber B-2 Spirit

Tarnkappenflugzeug oder Stealthflugzeug ist die Bezeichnung für ein militärisches Flugzeug, das die Tarnkappentechnik nutzt. Dies geschieht mittels besonderer geometrischer Formgebung und der Oberflächenbeschaffenheit, so dass das Flugzeug für ein gegnerisches Radar nur auf kurze Distanzen (30 % der normalen Radarreichweite beispielsweise beim damaligen F-117 Nighthawk bei sowjetischen Radarsystemen von vor 1990) zu erfassen ist.

## Funktionsweise

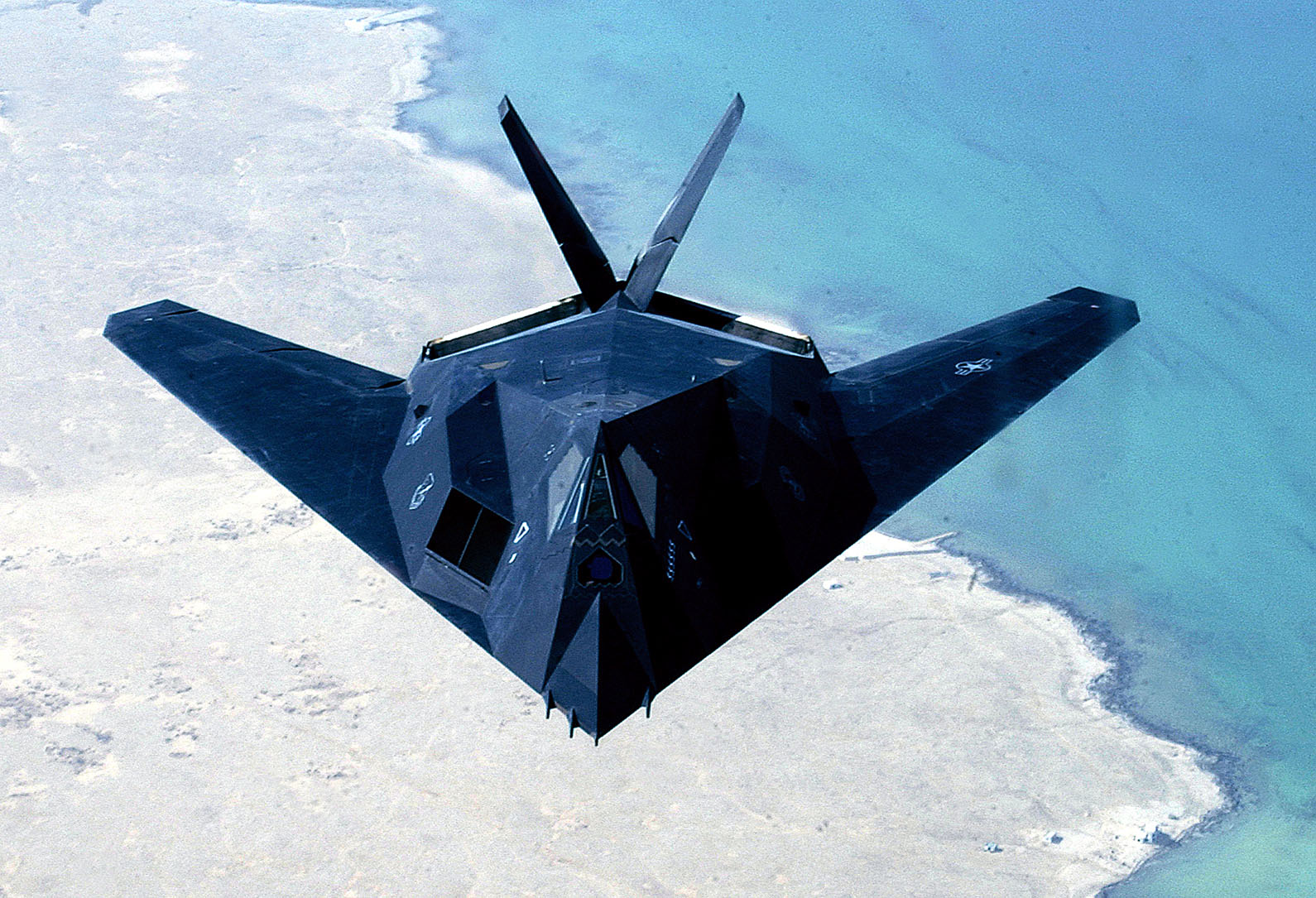
Das erste Tarnkappenflugzeug F-117 Nighthawk

Tarnkappenflugzeuge werfen nur ein geringes Maß an Energie zum Radar-Sender zurück. Die Form trägt erheblich dazu bei, dass weniger dieser elektromagnetischen Wellen reflektiert werden als bei herkömmlichen Flugzeugen. Außerdem werden spezielle radarabsorbierende Materialien (RAM) auf der Oberfläche eingesetzt, um den Radarquerschnitt zu verringern. Um Infrarotdetektoren eine möglichst geringe Infrarotsignatur zu bieten, wird der Abgasstrahl der Triebwerke bei langsameren Flugzeugen durch besondere Vorkehrungen kühl gehalten, oder sein Austritt nach unten hin verdeckt.
Beim ersten als Stealthbomber (stealth englisch „die Heimlichkeit“) bekannt gewordenen Typen, der F-117 Nighthawk, sorgte die charakteristische kantige Gestalt dafür, dass auftreffende Radarwellen nicht in Richtung der Signalquelle reflektiert werden.
Zudem sorgt die Verwendung von Verbundwerkstoffen anstelle von Metall für Leitwerke für eine geringe Radarsignatur.

## Verbreitung
Die ersten Tarnkappenflugzeuge wurden in den USA entwickelt und eingesetzt. Der B-2 Spirit Stealth Bomber der United States Air Force wurde in 21 Exemplaren angeschafft, der Einsatz ist bis 2032 geplant. Aktuell arbeiten die USA an dem Langstrecken-Bomber Northrop Grumman B-21.
Im Sommer 2007 kündigte Russland eine massive Aufrüstung und Modernisierung seiner Streitkräfte an. Im August 2011 stellte Russland das Mehrzweckkampfflugzeug Suchoi Su-57 erstmals öffentlich vor.
Zudem entwickelt das Land seit 2008 den Langstrecken-Bomber Tupolew PAK-DA.
China feierte im Januar 2011 den ersten 'offiziellen' Testflug eines Tarnkappenflugzeugs mit der Bezeichnung J-20. Die Maschine hat Ähnlichkeit mit der russischen MiG 1.44 (die nie in Serie ging) und den Raptor-Flugzeugen der U.S. Air Force.
Der US-amerikanische Verteidigungsminister Robert Gates räumte ein, das Projekt habe den US-amerikanischen Geheimdienst überrascht.
Im Oktober 2012 wurde ein kleineres Modell mit der Bezeichnung J-31 vorgestellt, das der F-35 stark ähnelt.
Indien arbeitet an der HAL AMCA, einem Tarnkappen-Mehrzweckflugzeug.
Gleichzeitig arbeitete man mit Russland an der Entwicklung der Suchoi/HAL FGFA, die Zusammenarbeit wurde allerdings 2018 eingestellt.
Schweden entwickelt aktuell die Flygsystem 2020, um bis 2020 ein Tarnkappenflugzeug für die eigene Luftwaffe und den Exportmarkt anbieten zu können. Zudem soll das Flugzeug die konventionelle Saab 39 ersetzen.
Die schwedische Firma Saab arbeitet mit der Türkei zusammen, welche das Mehrzweckflugzeug TAI Kaan entwickelt.
In Südkorea führte die KAI KF-21 Boramae 2022 ihren Erstflug durch. Japan entwickelte mit Erstflug 2016 die Mitsubishi ATD-X, ein Flugzeug zur Erforschung der Stealth-Technologie.

## Besonderheiten der Tarnkappenflugzeuge
- Um getarnt zu bleiben, müssen Tarnkappenflugzeuge ihre Waffen intern mitführen, was ihre maximale Waffenzuladung vermindert. Beispielsweise konnte eine F-117 Nighthawk nur zwei Bomben des Typs Mark 84 oder GBU-10/12/27 Paveway mitführen, was in ungünstigem Verhältnis zu den sehr hohen Kosten des Bombers steht.
- Solange Tarnkappenflugzeuge ihren Waffenschacht (bzw. einen ihrer Waffenschächte) öffnen, um eine Waffe abzufeuern, erzeugen sie ein höheres (= leichter ortbares) Radarecho.
- Sobald die Beschichtung Schäden hat, kann das Radarecho unter Umständen stark zunehmen. Der Schutz der empfindlichen Beschichtung vor Kerosin und Umwelteinflüssen und das Reparieren von Schäden erzeugt einen hohen Wartungsaufwand.
- Aufgrund ihrer Funktion können Tarnkappenflugzeuge nicht mit externen Anbauten nachgerüstet oder modernisiert werden, ohne ihre Stealth-Eigenschaften zu reduzieren. Dies macht ihre Modernisierung sehr aufwändig, teuer bzw. in manchen Fällen unmöglich.
- Die Stealth-Technologie ist nur gegen aktive Radararten effektiv. Das neuere passive Radar kann durch Echos in Funk-, Radio- und Fernsehfrequenzen selbst Tarnkappenflugzeuge aufspüren und bis auf 10 Meter genau orten.[8]
- Frühere sowjetische Radarsysteme aus den 1970er-Jahren verwendeten langwelligere Trägerfrequenzen, die von Tarnkappenflugzeugen stärker reflektiert werden. Bekannte Systeme sind die Systeme P-18 Terek (NATO-Code: Spoon Rest D) und P-14 Lena (NATO-Code: Tall King).
- Einige moderne Tarnkappenflugzeuge und -drohnen werden ohne Seitenleitwerke konzipiert (B-2, RQ-170). Dadurch sind sie in der Regel um mindestens eine Raumachse instabil, so dass ihre Fluglage durch Fluglagecomputer geregelt werden muss. Stealth-Kampfflugzeuge können aus Gründen der Wendigkeit (F-22) oder wegen aerodynamischer Beschränkungen des Konzepts (F-117) um mehrere Achsen aerodynamisch instabil sein.

## Datenvergleich
| Bild | Typ                | Land     | Aufgabenbereich         | Radarquerschnitt                                                                                         | Stückpreis       | Höchstgeschwindigkeit | Bewaffnung    | Einsatzradius  | Reichweite    |
| ---- | ------------------ | -------- | ----------------------- | --- | ---------------- | --------------------- | ------------- | -------------- | ------------- |
|      | B-2 Spirit         | USA      | Strategischer Bomber    | 0,0001 m² (Größe einer Biene)                                                                            | ca. 880 Mio. USD | 1.010 km/h            | 18.144 kg     | Nicht bekannt  | 11.670 km     |
|      | F-117 Nighthawk    | USA      | Taktischer Bomber       | - 0,003 m² - Größe eines Golfballs                                                                       | ca. 120 Mio. USD | 1.040 km/h            | 2.270 kg      | 1.112 km       | 2.110 km      |
|      | F-22 Raptor        | USA      | Luftüberlegenheitsjäger | - 0,0001–0,0018 m² - laut Hersteller „Größe einer Biene“ - laut U.S. Air Force „Größe einer Metallkugel“ | ca. 190 Mio. USD | 2.410 km/h            | Nicht bekannt | 800 – 1.400 km | 3.200 km      |
|      | F-35A Lightning II | USA      | Mehrzweckkampfflugzeug  | - 0,001–0,005 m² - laut einigen US-Militärs kleiner als RCS der F-22 - Größe eines Kieselsteins          | ca. 90 Mio. USD  | 1.975 km/h            | 8.165 kg      | 1.080–1093 km  | 2.222 km      |
|      | Suchoi Su-57       | Russland | Mehrzweckkampfflugzeug  | 0,1–1 m²                                                                                                 | ca. 42 Mio. USD  | 2440 km/h             | 10.000 kg     | 1200 km        | Nicht bekannt |

Anmerkungen
1. ↑  Der RCS-Wert unterliegt der militärischen Geheimhaltung. Die Angaben sind Schätzungen, die sich je nach Quellen deutlich unterscheiden können.
2. ↑  Die angegebenen Kosten beziehen sich auf den Systempreis, nicht auf die „Flyaway“-Kosten.
3. ↑  Der Einsatzradius der F-22 nimmt stark ab, wenn die Mission im „Supercruise“ geflogen wird.
4. ↑  Kosten entsprechen dem durchschnittlichen erwarteten Stückpreis über die gesamte geplante Produktionsmenge.
5. ↑  Angabe bezieht die externe Waffenführung mit ein, die aber bei Stealtheinsätzen nicht verwendet werden kann. Die maximale interne Waffenlast der F-35 ist deutlich niedriger.